# Kurmond
Kurmond – miasto w Australii, w stanie Nowa Południowa Walia.